# Ikebukuro
Ikebukuro (池袋) é um distrito comercial e de entretenimento em Toshima, Tóquio, Japão. A estação de Ikebukuro, escritórios, várias lojas, restaurantes, e enormes armazéns estão localizados dentro dos limites da cidade.

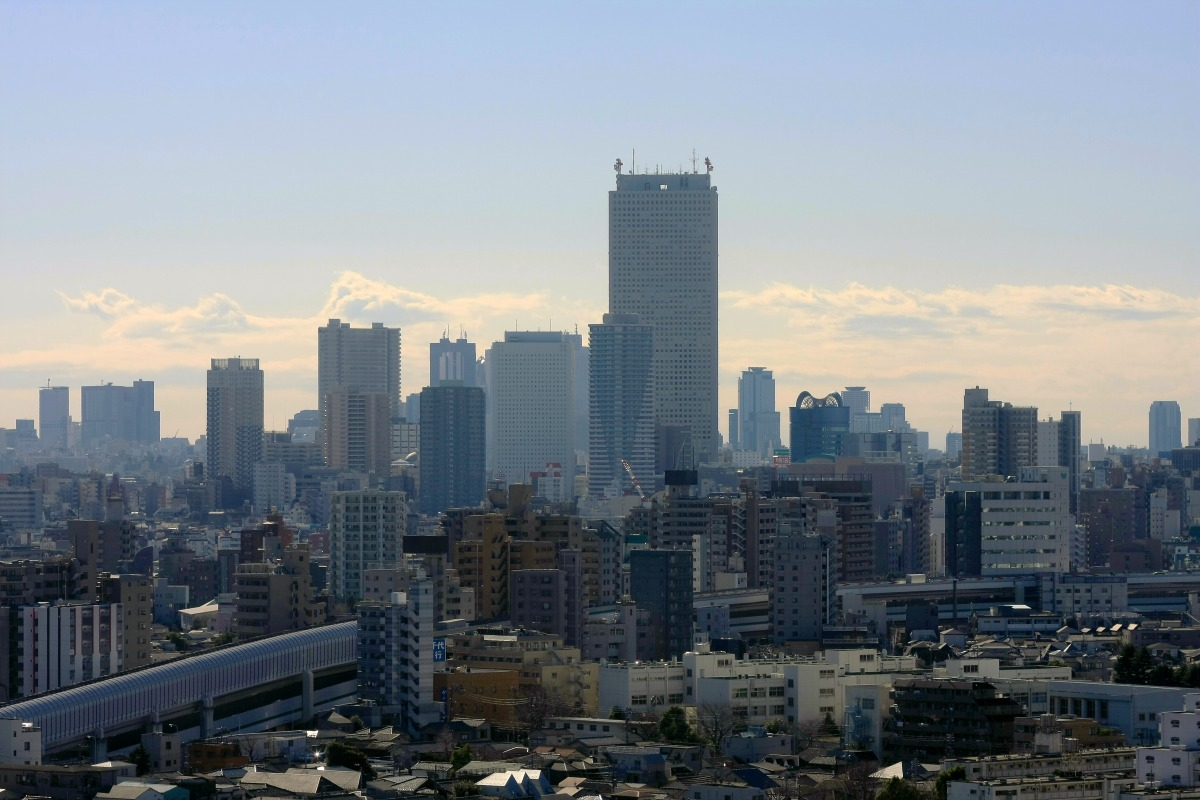
Ikebukuro

O centro de Ikebukuro é a estação de trem e metrô. A estação de Ikebukuro é a terceira mais movimentada do Japão, e no mundo. Em torno da estação, há lojas de departamento da Seibu e Tōbu. A leste da estação, fica Sunshine 60, que era o edifício mais alto de Tóquio, no momento de sua construção (1978).

## Otome Road
Otome Road (乙女ロード, Otome Rōdo) é o apelido para uma rua de Ikebukuro, que está localizada a oeste do edifício Sunshine 60, próximo a estação de Ikebukuro. O nome é derivado a alta densidade de lojas especializadas em "Otome-kei" (anime e dōjinshi destinado às mulheres), tudo em um lado de um corredor de aproximadamente 200 metros. Os frequentadores também tem chamado de "Fujoshi Street".

## Galeria de Imagens

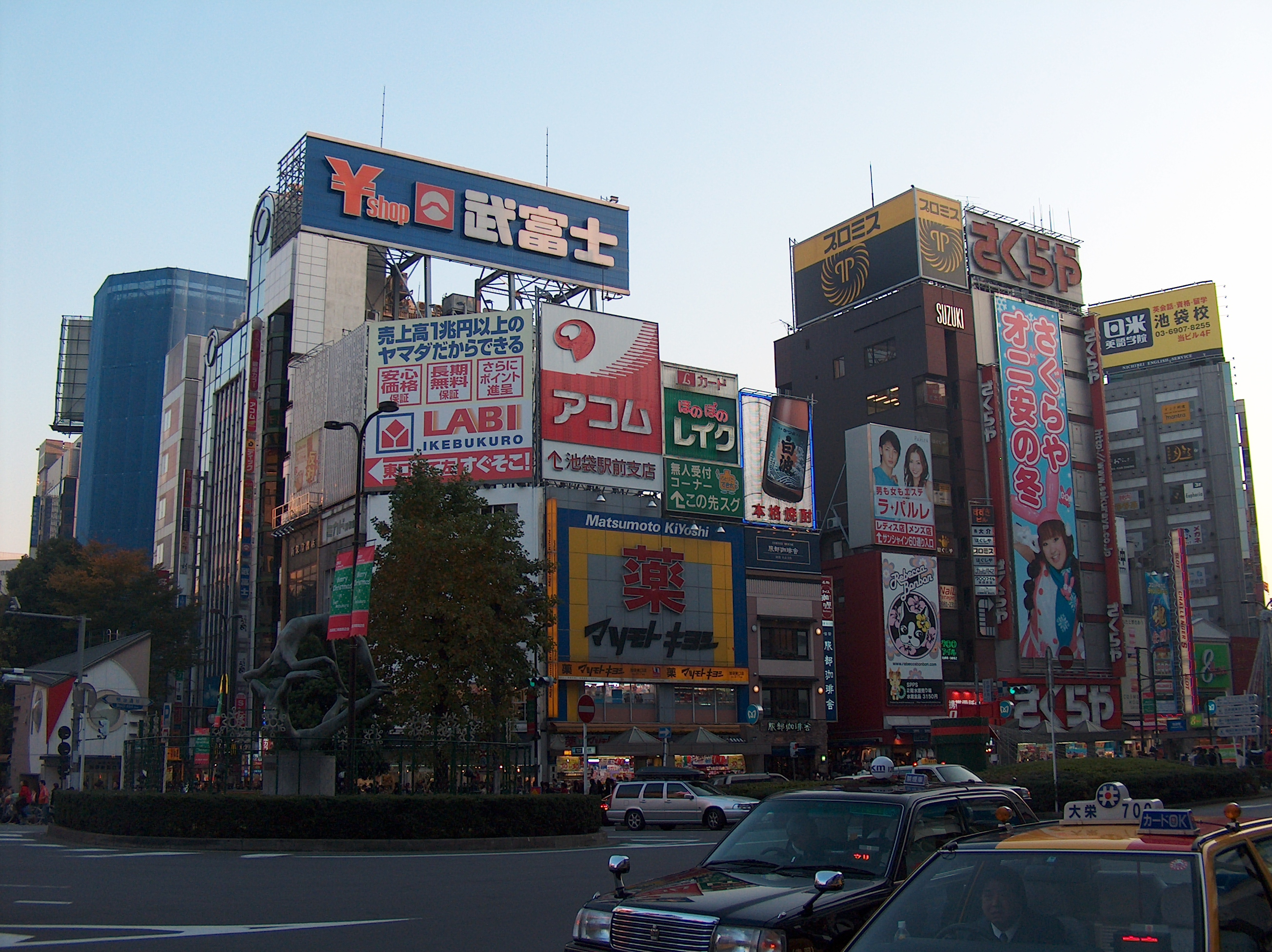
Ikebukuro
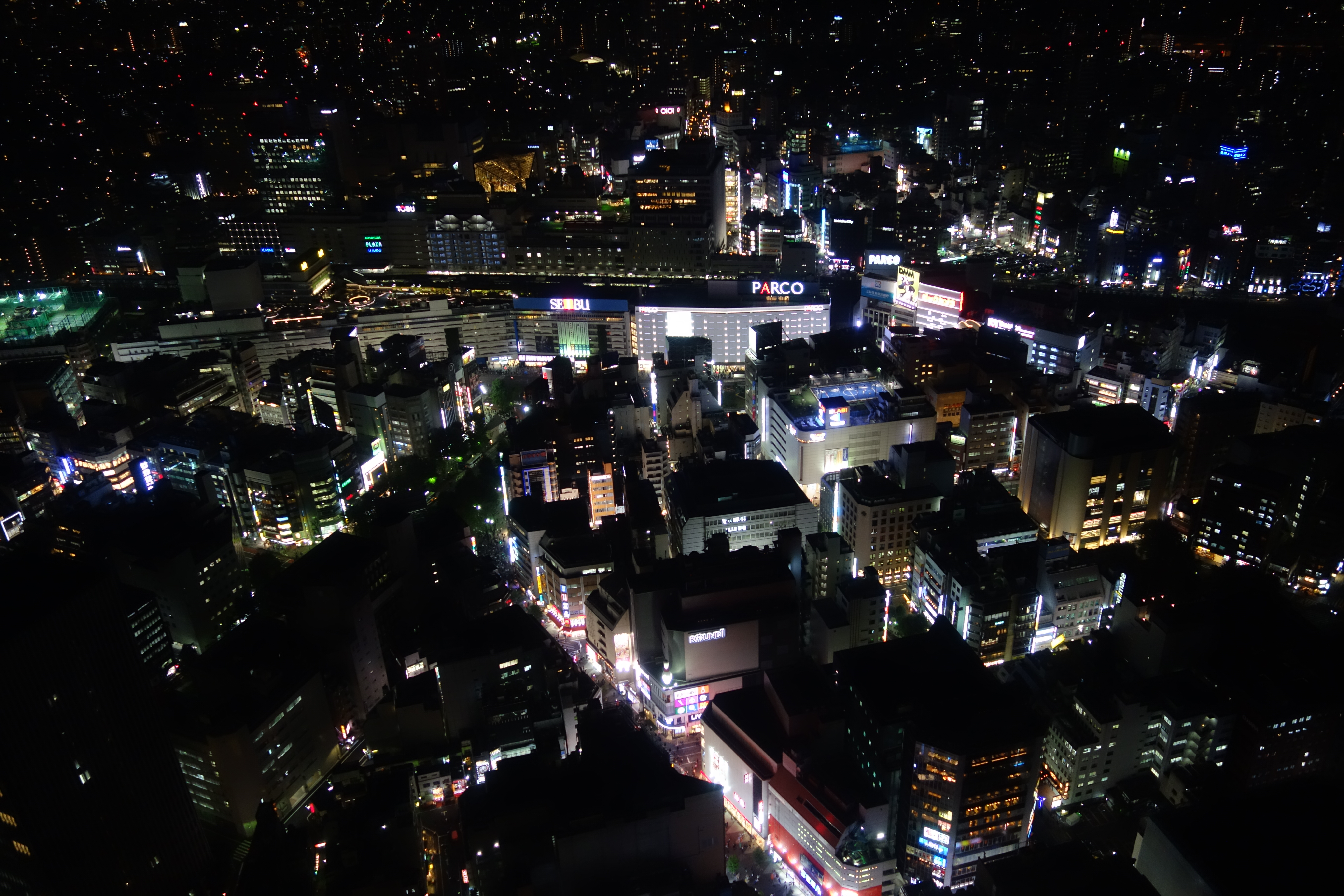
Estação de Ikebukuro e região vista à noite
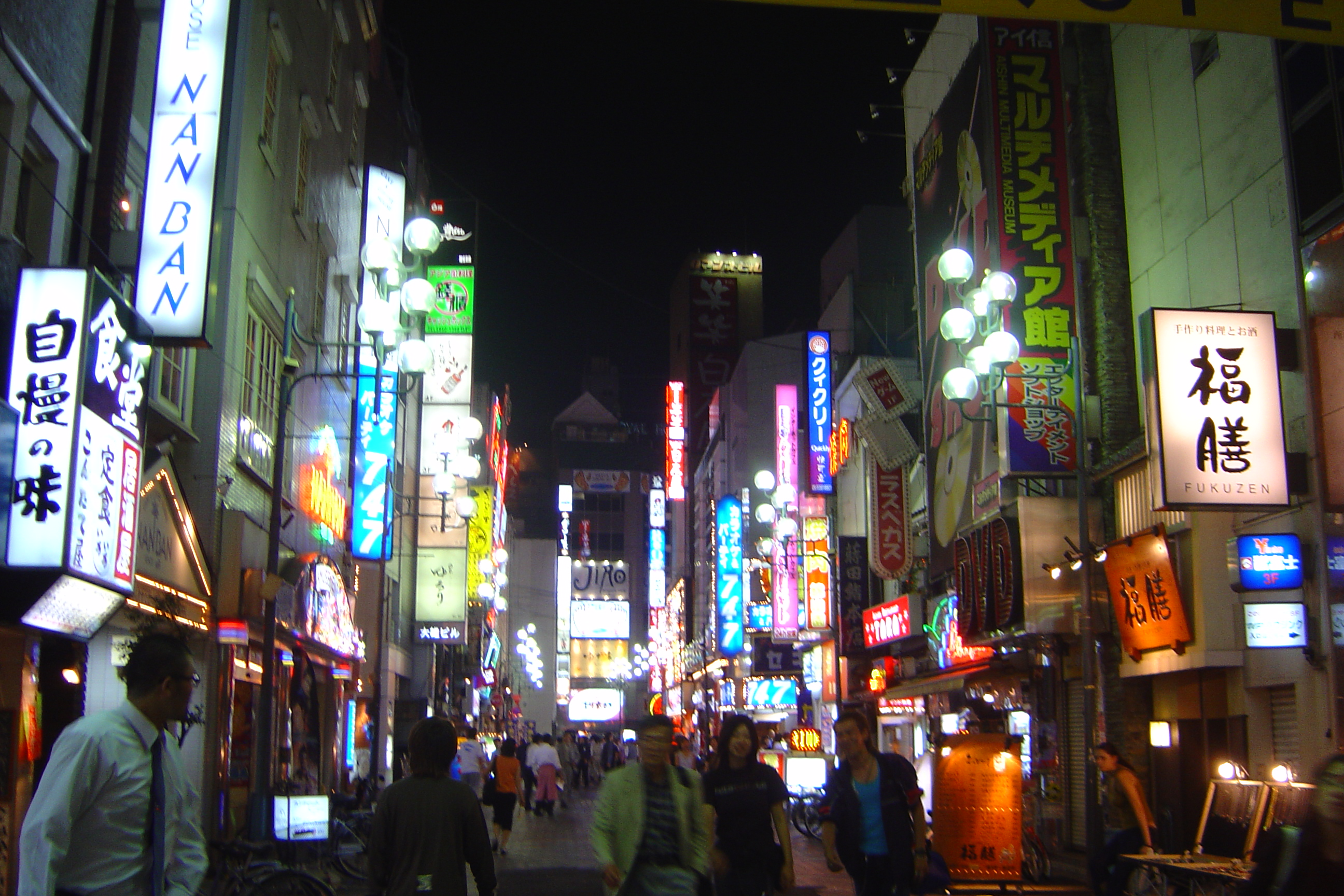
Rua de Ikebukuro vista à noite.
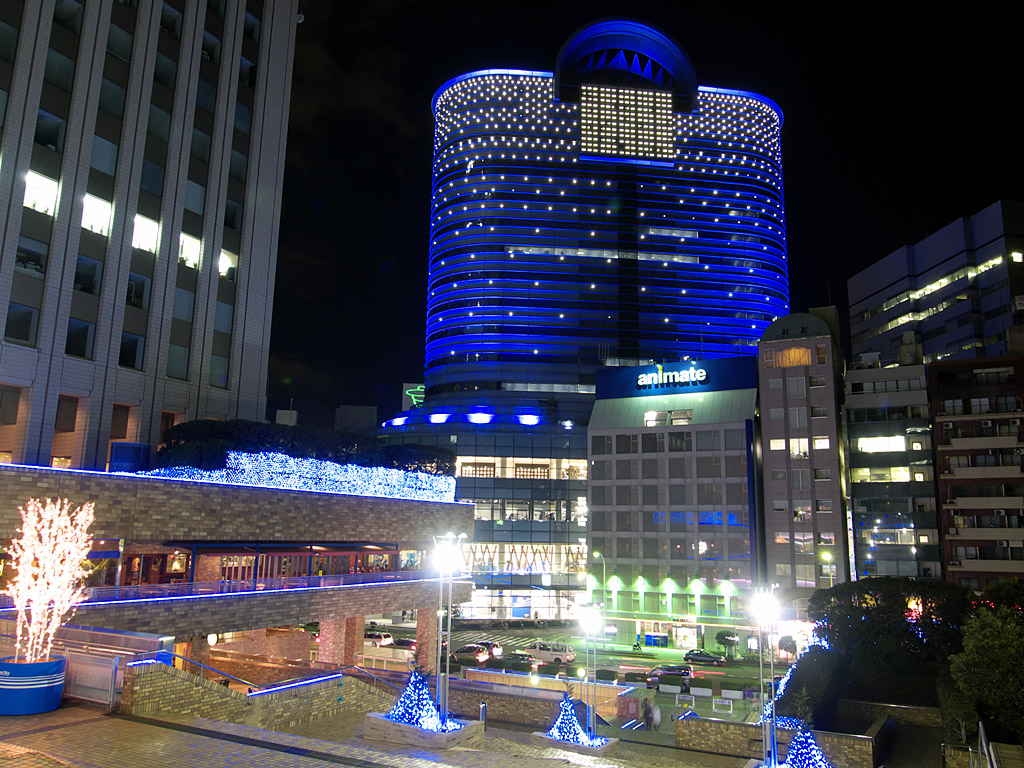
Toyota AMLUX em Ikebukuro
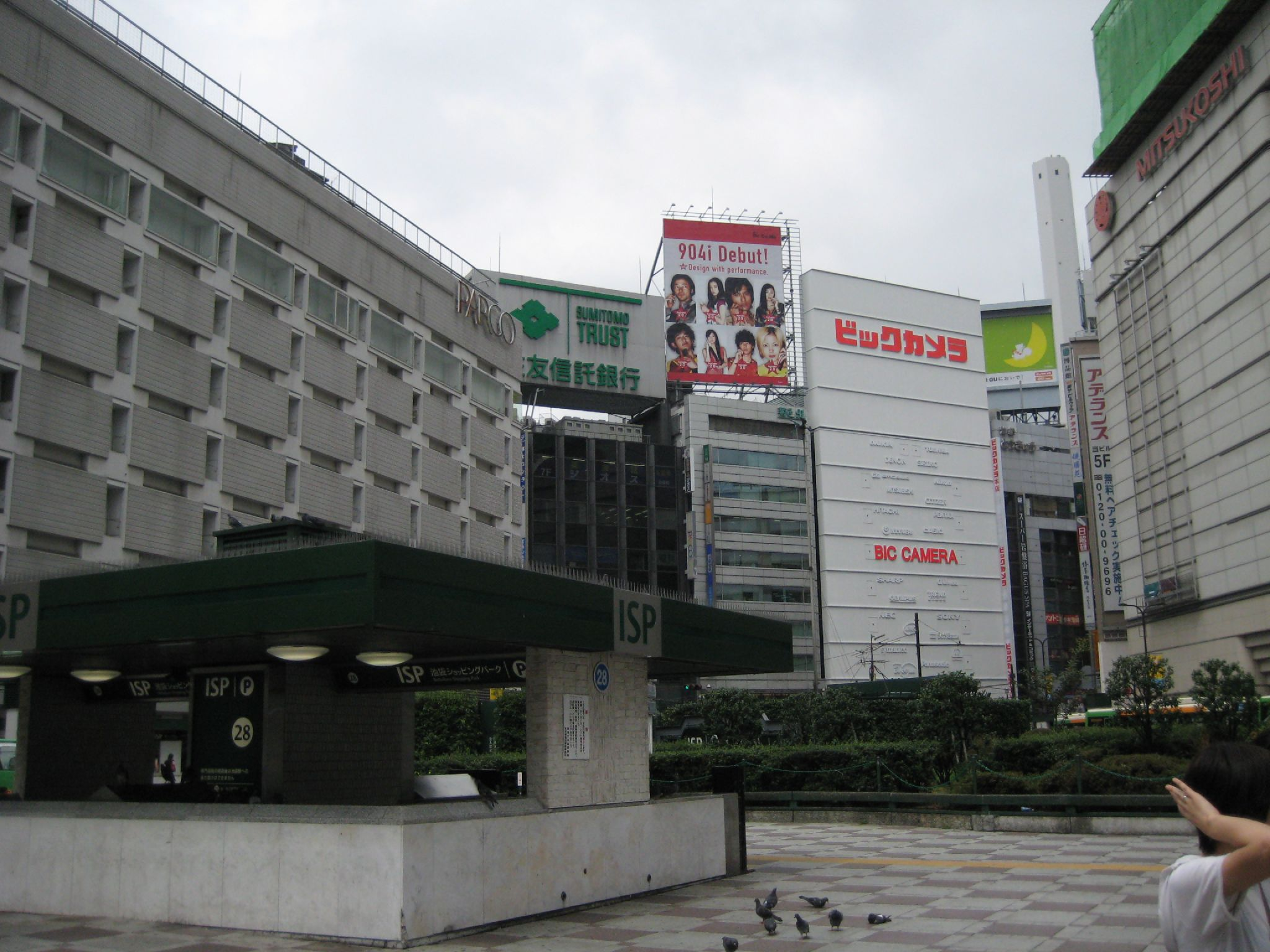
Saída de Ikebukuro